# Kymco Agility
Kymco Agility – skuter produkowany przez Kymco od 2005 roku. 
Skuter jest produkowany w trzech odmianach silnikowych: 50ccm, 125ccm i 200ccm.

## Dane techniczne
| Model silnika:                   | 50 cm                        | 125 cm                       |
| -------------------------------- | ---------------------------- | ---------------------------- |
| Typ silnika                      | 4-suwowy, jeden cylinder OHC | 4-suwowy, jeden cylinder OHC |
| Skrzynia biegów                  | CVT                          | CVT                          |
| Waga                             | 97 kg                        | 105 kg                       |
| Zapłon                           | C.D.I.                       | C.D.I                        |
| Moc/obr.                         | 4 KM/7000 obr/min            | 9,51 KM/7000 obr/min         |
| Maks. moment obrotowy            | 3,6 Nm                       | 9,1 Nm                       |
| Sposób chłodzenia                | powietrze                    | powietrze                    |
| Grubość pasa                     | 17,5/16,5 mm                 | 17,5/16,5 mm                 |
| Paliwo                           | 95 lub 98 benzyna            | 95 lub 98 benzyna            |
| Pojemność zbiornika paliwa       | 5 l                          | 5 l                          |
| Ciśnienie w oponach: przód/tył   | 0,15/0,20 MPa                | 0,175/0,225 MPa              |
| Napięcie i pojemność akumulatora | 12 V, 6 Ah                   | 12 V, 6 Ah                   |